# Arbore cotit

Arbore cotit (roșu), pistoane (gri) în cilindri (albastru) și volant (negru)

Arborele cotit (numit și vilbrochen), transformă mișcarea rectilinie a pistonului, prin intermediul bolțului piston și pendularea bielei, în mișcarea de rotație. Alternativ, arborele cotit transmite mișcarea de rotație (la compresoare cu piston și pompe cu piston) la bielă. 
Arborele cotit a primit această denumire, datorită configurației axei sale, care cotește alternativ de la un fus palier la un fus maneton și înapoi la fusul palier. În ce privește denumirea de „vilbrochen”, denumirea corectă este așa cum se găsește în dicționare și nu „vibrochen”, așa cum mai este folosit în mod popular acest termen. La motoarele cu ardere internă în doi timpi, în general la cele de motociclete, motorete și scutere, sau la drujbe, compresoare ori alte utilaje, arborele cotit se mai numește ambielaj. Chiar și unele autovehicule cum ar fi de exemplu autoturismul Trabant și care era dotat cu un motor în doi timpi, folosea un astfel de arbore cotit cu denumirea de ambielaj.
În general, arborele cotit (vilbrochenul) este acela de pe care se pot demonta bielele, despărțindu-le pe jumătate, prin intermediul unor piulițe, pe când la arborele cotit de tip ambielaj, aceste biele nu se pot demonta, fiind presate din fabricație pe arbore și neputându-se despărți, fiind turnate dintr-o singură bucată.

## Procedeul de fabricație
Arborele cotit se confecționează prin două procedee: prin turnare sau forjare. Arborele cotit turnat, se confecționează din fontă aliată, modificată prin operația de turnare, sau oțel de calitate cu conținut mediu de carbon. La arbori mai solicitați, se utilizează oțeluri aliate cu Cr, Ni, etc. care au o rezistență la rupere superioară. Arborele cotit este confecționat din aceste materiale pentru a rezista la solicitările de încovoiere, torsiune și uzură. Arborii cotiți de mărime mai mică sunt forjați din oțel. 
După turnare sau forjare, arborele cotit este prelucrat mecanic, urmat de tratarea suprafețelori de frecare. Arborele cotit poate fi dintr-o singură bucată sau asamblat din mai multe bucăți după care este echilibrat. În interior, majoritatea arborilor cotiți sunt prevăzuți cu canale de ungere, prin care circulă ulei sub presiune între fusurile paliere și fusurile manetoane. La capete este prevăzut cu găuri de centrare, cu ajutorul cărora poate fi montat între vârfuri pentru prelucrare. 
Arborele cotit este prevăzut cu fusuri manetoane coaxiale, și cu fusuri paliere prin intermediul cărora arborele se sprijină pe lagărele paliere în blocul motor sau carcasă. La cel puțin unul dintre aceste lagăre paliere, arborele cotit este prevăzut perpendicular pe axa lui cu o suprafață prelucrată pentru cuzineți axial. Legătura dintre fusuri paliere și fusuri manetoane este făcută de brațele manetoane în prelungirea cărora se găsesc contragreutățile (turnate sau aplicate) care folosesc la echilibrarea și la rotirea lină, a arborelui cotit. 
Pentru ca arborele cotit să se învârtească cît mai uniform și lin, deci pentru ca motorul să funcționeze cît mai silențios, se efectuează echilibrarea arborelui cotit.
Partea arborelui cotit prin care se transmite mișcarea la utilizator (la motoarele cu ardere internă) se numește partea posterioară, și este prevazută cu posibilitatea de fixare a unui pinion (pentru distribuție sau angrenaj pentru anexe) și volantă, sau numai volantă, în funcție de construcția motorului. 
La celălalt capăt, numit partea frontală, la fel sunt prevăzute posibilități de fixare a unui pinion (pentru distribuție sau angrenaj pentru anexe) și amortizorul de torsiune, sau numai amortizorul în funcție de constructia motorului.

## Galerie de imagini

Arbore cotit rupt, din muzeul industrial în Oberhausen
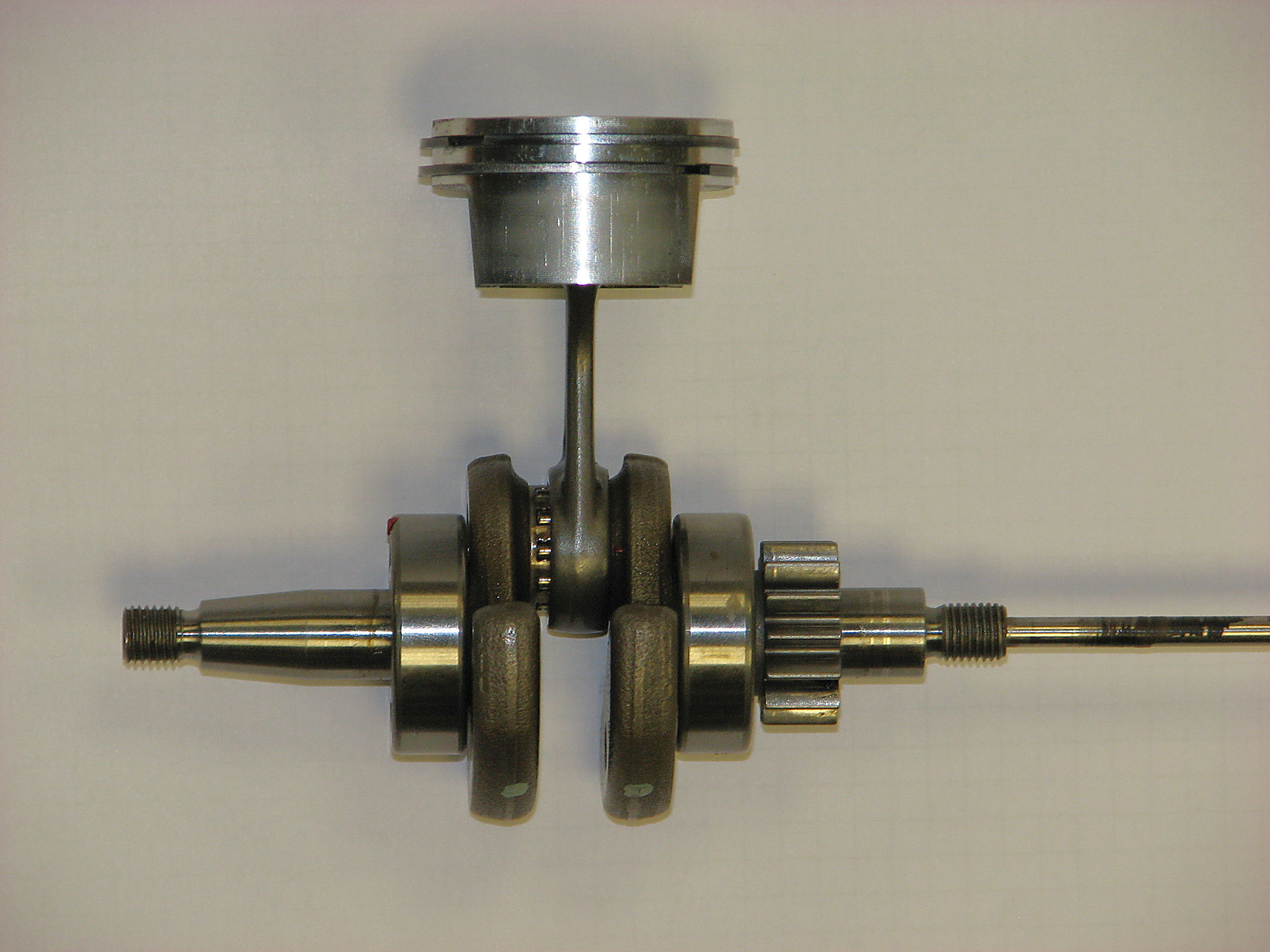
Ambielaj de motor, 35cm² / 4t STIHL
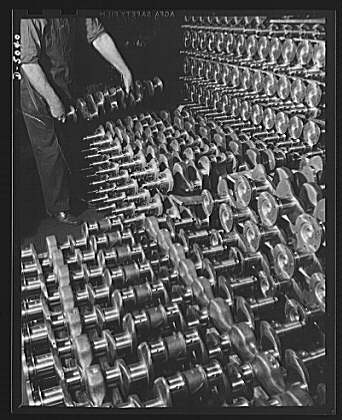
Arbori cotiți
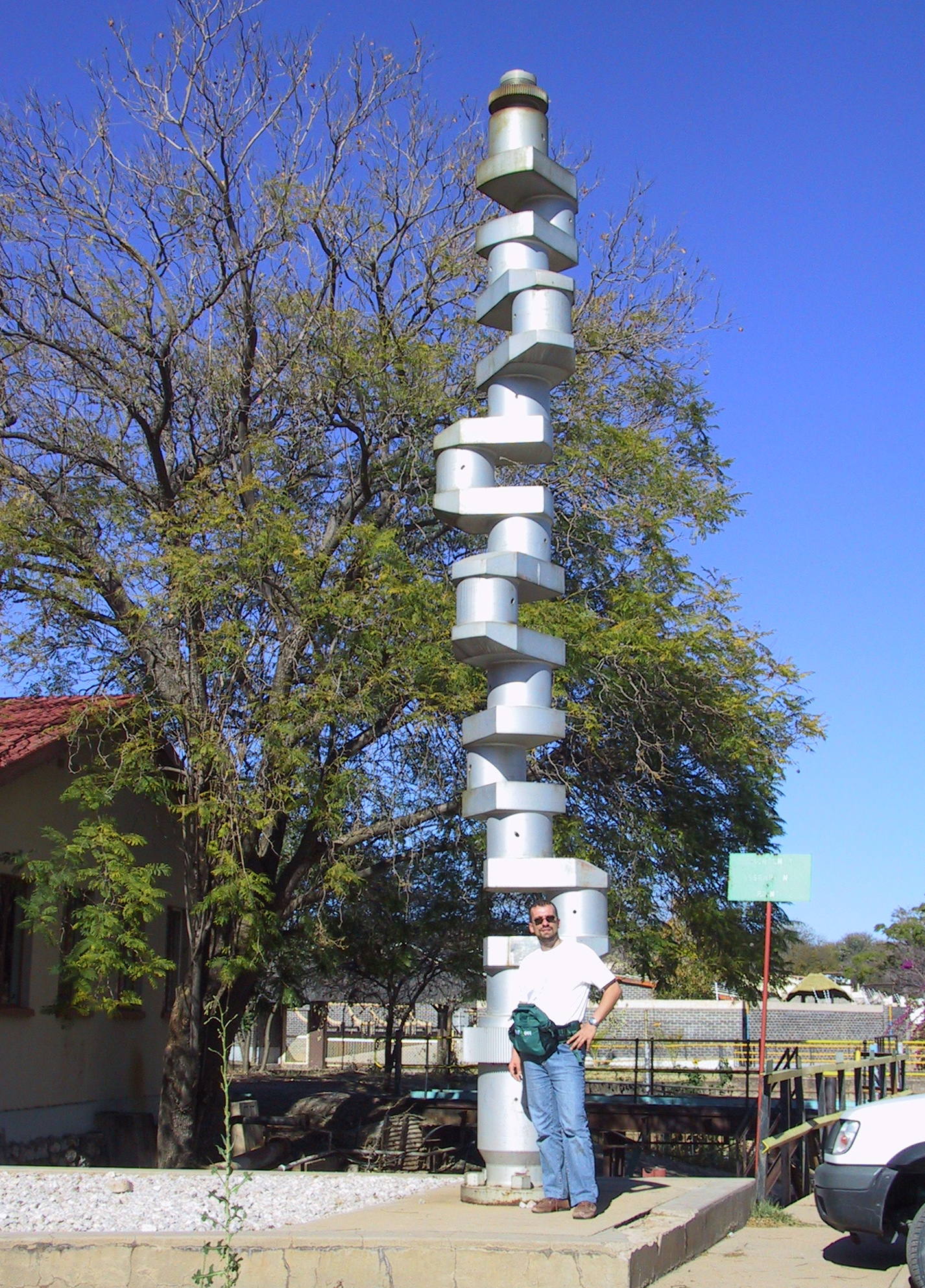
Arbore cotit, motor de vapor, 6 cilindri în linie